# Campeonato Brasileiro de Futebol de 1992 - Série C
Em 1992 foi realizada a quarta edição da Terceira Divisão do Campeonato Brasileiro (atual Série C). Para esta edição a Confederação Brasileira de Futebol determinou que a competição recebesse o nome oficial de "Série B", enquanto que a Segunda Divisão (atual Série B) era designada de "Primeira Divisão" ou "Divisão Classificatória". O torneio foi disputada por 31 equipes e a Tuna Luso foi a campeã da competição.

## História
O torneio da Terceira Divisão de 1992 recebeu o nome oficial de "Campeonato Brasileiro Série B" isso porque a Segunda Divisão passou a atender pelo nome de "Divisão Classificatória". Os clubes participantes receberiam um subsídio da CBF para custear suas viagens. A previsão inicial era de que o torneio começasse em 16 de Fevereiro, mas acabou atrasado para o dia 15 de Março.
Ainda no mês de fevereiro era incerta a realização da competição. A confirmação da realização ocorreu apenas no dia 18 de Fevereiro quando o então presidente Ricardo Teixeira alegou estar esperando a verba da Loteria para dar início ao torneio.

### Participantes
A ideia original era que fosse disputada por 36 clubes divididos em 6 grupos de 6, mas algumas federações demoraram a indicar para a Confederação Brasileira de Futebol os seus representantes. Em 27 de Fevereiro, menos de um mês antes do início previsto, Domingos Leal, então diretor do departamento técnico da CBF, confirmou a participação de 42 clubes que seriam divididos em 7 grupos de 6, com o campeão de cada grupo se qualificando a disputar a Segunda Divisão do ano seguinte. As equipes que foram confirmadas nesta data mas acabaram desistindo foram: quatro equipes paulistas(Ferroviária de Araraquara, América de São José do Rio Preto, Mogi Mirim e Internacional de Limeira); os dois representantes do Rio de Janeiro(América e Campo Grande); três clubes mineiros(Democrata-GV, Esportivo de Passos e Valeriodoce); o Figueirense; Fluminense de Camaçari-BA; América de Natal e Juventude-MT. Essas desistências se devem à pequena verba de Cr$2 milhões oferecida pela CBF para custear as viagens dos clubes, considerada pouca para custear uma unida jornada. Para se ter uma ideia, o América do Rio orçou em Cr$150 milhoes a participação no campeonato e perante o que foi oferecido pela entidade, acabou desistindo de participar, lembrando que na época o América ainda gozava de grande prestigio nacional.
Em 13 de Março, dois dias antes do início previsto, eram 11 os desistentes e o número de participantes caiu de 42 para 31. Isso porque o Blumenau entrou no lugar do Figueirense pela Federação de Santa Catarina. A Confederação Brasileira de Futebol chegou a estudar punir os clubes que desistiram do torneio, apesar da mesma ir na contramão disso e promover grande conturbação nas divisões superiores. Chegou-se a dizer que a competição de nada valia.
Finalmente em 22 de Março a competição estreou. Algumas medidas foram tomadas para equilibrar os gastos dos participantes. No grupo 1, por exemplo, todas as partidas foram disputadas em Manaus com custeio pago pela Federação Amazonense de Futebol.

## Segunda Fase
De acordo com o regulamento previsto, a segunda fase era também chamada de fase final e as sete equipes que chegaram a esta obteriam o acesso à segunda divisão de 1993. As equipes foram organizadas em dois grupos, um compreendendo a um grupo triangular e outro a um quadrangular eliminatório.

### Grupo A
- 10 de Maio de 1992 - Auto Esporte 0x1 Tuna Luso
- 14 de Maio de 1992 - Tuna Luso 0x0 Nacional-AM
- 17 de Maio de 1992 - Auto Esporte 1x0 Nacional-AM
- 21 de Maio de 1992 - Tuna Luso 1x0 Auto Esporte
- 24 de Maio de 1992 - Nacional-AM 3x0 Auto Esporte
- 27 de Maio de 1992 - Nacional-AM 1x1 Tuna Luso

| Time | Time         | PG | J  | V  | E  | D  | GP | GC | SG  |
| ---- | ------------ | -- | -- | -- | -- | -- | -- | -- | --- |
| 1    | Tuna Luso    | 06 | 04 | 02 | 02 | 00 | 03 | 01 | +02 |
| 2    | Nacional-AM  | 04 | 04 | 01 | 02 | 01 | 04 | 02 | +02 |
| 3    | Auto Esporte | 02 | 04 | 01 | 00 | 03 | 01 | 05 | -04 |

Tuna Luso qualificada a disputar a final da Série B de 1992. Na última rodada, o Nacional de Manaus buscava a vitória para se classificar pelo saldo de gols, mas acabou cedendo um empate.

### Grupo B

#### Primeira Eliminatória
Jogos de Ida
- 10 de Maio de 1992 - Operário Ferroviário 2x2 Matsubara
- 10 de Maio de 1992 - Fluminense de Feira 1x0 Rio Pardo

Jogos de Volta
- 17 de Maio de 1992 - Matsubara 2x0 Operário Ferroviário
- 17 de Maio de 1992 - Rio Parto 1x0 Fluminense de Feira

#### Segunda Eliminatória
- 24 de Maio de 1992 - Fluminense de Feira 1x0 Matsubara
- 27 de Maio de 1992 - Matsubara 2x2 Fluminense de Feira

Fluminense de Feira qualificado a disputar a Final da Série B 1992.

## Final

### Jogo de Ida
- 7 de Junho de 1992 - Fluminense de Feira 2x0 Tuna Luso - Estádio Joia da Princesa(Feira de Santana, Bahia) - Público: 5.933 pagantes.

A equipe paraense vinha com a vantagem de jogar por dois resultados iguais e acabou sendo derrotada em solo baiano com gols de Acácio(ainda no início do primeiro tempo) e Ronaldo(aos 37 minutos do 2º tempo). O jogo contou com arbitragem do alagoano Marlon Reinaldson.

### Jogo de volta
- 13 de Junho de 1992 - Tuna Luso 3x1 Fluminense de Feira - Estádio Evandro Almeida(Belém, Pará) - Público: 6.217

O clube paraense saiu na frente aos 15 do 1º tempo com Ageu. Pouco depois, Dema, da Tuna, foi expulso(aos 20 do 1º tempo). A situação já estava delicada para a Tuna Luso que preciva de um gol nos minutos finais da partida quando o "Flu de Feira" empatou, na altura de 41 minutos do 2º tempo, com Ronaldo. A partir de então, com um a menos, a equipe paraense teria 4 minutos regulamentares mais acréscimos para fazer dois gols estando com um jogador a menos em campo. No último minuto regulamentar a Tuna Luso fez o seu segundo tento com Manelão. O jogo entrou nos acréscimos e quando já estavam decorridos quatro minutos a Tuna Luso fez o seu gol do título com Juninho(49 minutos do 2º tempo). O jogo encerrou com a vitória cruz-maltina por 3 a 1 e o título nacional ficando em Belém. A partida contou com arbitragem do amazonense Odílio Mendonça da Silva.

## Campeã
Ao final da competição, sagrou-se campeã a Tuna Luso, de Belém do Pará. Com uma equipe basicamente regional comandada pelo técnico Nélio Pereira, a Tuna contou com o concurso de nomes conhecidos do futebol paraense como Tarcício e Ageu Sabiá(que acabou sendo o artilheiro da competição). A decisiva foi disputada no Estádio Evandro Almeida onde a Tuna venceu a equipe do Fluminense de Feira por 3 a 1, igualando a soma de gols do adversário que havia vencido a primeira partida por 2 a 0 e sendo campeã pela melhor campanha. Detalhe curioso desta decisão é que as torcidas de Clube do Remo e Paysandu se uniram em apoio à conterrânea Tuna Luso.
| Campeão Brasileiro da Série C de 1992 |
| ------------------------------------- |
| Tuna Luso Brasileira (1º título)      |

### Acessos
As sete equipes que disputaram a segunda fase e foram vencedoras dos seus grupos(sete primeiras da classificação geral) teriam acesso garantido à Segunda Divisão de 1993, porem, com uma "virada de mesa" ocorrendo na divisão superior, esta acabou sendo dissolvida e não realizada em 1993, com isso, os clubes que obtiveram acesso pela Série C 1992 acabaram perdendo sua promoção. A "bagunça" começou quando a Série B perdeu o status de segunda divisão e passou a ser chamada de "Divisão Classificatória" onde 12 clubes iriam pra elite, e não apenas dois como era previsto, assim esvaziando a Série B pra temporada de 1993. Isso, segundo se dizia, serviu para evitar um novo insucesso do Grêmio FBPA.

## Classificação geral
| Tabela de classificação | Tabela de classificação | Tabela de classificação | Tabela de classificação | Tabela de classificação | Tabela de classificação | Tabela de classificação | Tabela de classificação | Tabela de classificação | Tabela de classificação |
| C                       | Time                    | PG                      | J                       | V                       | E                       | D                       | GP                      | GC                      | SG                      |
| ----------------------- | ----------------------- | ----------------------- | ----------------------- | ----------------------- | ----------------------- | ----------------------- | ----------------------- | ----------------------- | ----------------------- |
| 1                       | Tuna Luso               | 22                      | 14                      | 9                       | 4                       | 1                       | 17                      | 6                       | +11                     |
| 2                       | Fluminense de Feira     | 16                      | 12                      | 6                       | 4                       | 2                       | 21                      | 9                       | +12                     |
| 3                       | Nacional-AM             | 16                      | 12                      | 6                       | 4                       | 2                       | 12                      | 4                       | +8                      |
| 4                       | Matsubara               | 13                      | 10                      | 5                       | 3                       | 2                       | 18                      | 12                      | +6                      |
| 5                       | Auto Esporte            | 13                      | 12                      | 5                       | 3                       | 4                       | 13                      | 11                      | +2                      |
| 6                       | Operário Ferroviário    | 10                      | 10                      | 4                       | 2                       | 2                       | 13                      | 8                       | +5                      |
| 7                       | Rio Pardo               | 10                      | 6                       | 3                       | 4                       | 1                       | 7                       | 4                       | +3                      |
| 8                       | CRB                     | 10                      | 8                       | 4                       | 2                       | 2                       | 11                      | 7                       | +4                      |
| 9                       | Moto Club               | 10                      | 8                       | 4                       | 2                       | 2                       | 8                       | 6                       | +2                      |
| 10                      | Rio Negro-AM            | 9                       | 8                       | 3                       | 3                       | 2                       | 9                       | 6                       | +3                      |
| 11                      | Vitória-PE              | 9                       | 8                       | 3                       | 3                       | 2                       | 11                      | 10                      | +1                      |
| 12                      | Macapá                  | 8                       | 8                       | 1                       | 6                       | 1                       | 7                       | 7                       | 0                       |
| 13                      | Chapecoense             | 7                       | 6                       | 3                       | 1                       | 2                       | 9                       | 8                       | +1                      |
| 14                      | Grêmio Maringá          | 7                       | 6                       | 3                       | 1                       | 2                       | 5                       | 5                       | 0                       |
| 15                      | São Bento               | 7                       | 6                       | 3                       | 1                       | 2                       | 7                       | 8                       | -1                      |
| 16                      | Ferroviário             | 7                       | 8                       | 3                       | 1                       | 4                       | 12                      | 14                      | -2                      |
| 17                      | Atlético Goianiense     | 7                       | 6                       | 2                       | 3                       | 1                       | 6                       | 3                       | +2                      |
| 18                      | Guará                   | 7                       | 6                       | 2                       | 3                       | 1                       | 4                       | 3                       | +1                      |
| 19                      | Catuense                | 7                       | 6                       | 2                       | 3                       | 1                       | 4                       | 4                       | 0                       |
| 20                      | Atlético Acreano        | 6                       | 8                       | 1                       | 4                       | 3                       | 4                       | 5                       | -1                      |
| 21                      | Sampaio Corrêa          | 6                       | 8                       | 1                       | 4                       | 3                       | 5                       | 9                       | -4                      |
| 22                      | Ji-Paraná               | 5                       | 8                       | 2                       | 1                       | 5                       | 5                       | 13                      | -8                      |
| 23                      | ASA                     | 5                       | 6                       | 1                       | 3                       | 2                       | 4                       | 5                       | -1                      |
| 24                      | Izabelense              | 5                       | 6                       | 1                       | 3                       | 2                       | 11                      | 14                      | -3                      |
| 25                      | Flamengo-PI             | 5                       | 6                       | 1                       | 3                       | 2                       | 11                      | 9                       | -4                      |
| 26                      | Marília                 | 4                       | 6                       | 2                       | 0                       | 4                       | 6                       | 8                       | -2                      |
| 27                      | Rio Branco-MG           | 4                       | 6                       | 2                       | 0                       | 4                       | 5                       | 7                       | -2                      |
| 28                      | Sergipe                 | 3                       | 6                       | 0                       | 3                       | 3                       | 4                       | 11                      | -7                      |
| 29                      | Treze                   | 3                       | 6                       | 0                       | 3                       | 3                       | 8                       | 17                      | -9                      |
| 30                      | Tiradentes-DF           | 2                       | 6                       | 1                       | 0                       | 5                       | 2                       | 9                       | -7                      |
| 31                      | Blumenau                | 1                       | 6                       | 0                       | 1                       | 5                       | 1                       | 9                       | -8                      |

| PG – Pontos ganhos; J – Jogos disputados; V - Vitórias; E - Empates; D - Derrotas; GP – Gols pró; GC – Gols contra; SG – Saldo de gols |

Classificação
|  |                             |
|  | Campeão                     |
|  | Vice-campeão                |
|  | Eliminados na Segunda Fase  |
|  | Eliminados na Primeira Fase |